# Forma strofica
La forma strofica è la più semplice e la più durevole delle  forme musicali, che elabora un brano di musica tramite la ripetizione di una singola sezione formale. Ciò potrebbe essere analizzato come "A A A...". Questo metodo additivo è l'analogo musicale delle stanze ripetute nella poesia, infatti, dove il testo ripete lo stesso schema metrico da una stanza alla successiva, anche la struttura della canzone spesso usa lo stesso, o comunque molto simile, materiale da una stanza alla successiva. 
Una forma strofica modificata varia lo schema in alcune stanze (A A' A"...) in modo alquanto simile a un rudimentale tema e variazioni.
Molte canzoni folk e popolari sono strofiche nella forma, tra cui i blues in 12 misure, le ballad, gli inni e i canti. Anche molte canzoni classiche sono nella forma strofica, dall'air de cour francese del XVII secolo ai lieder tedeschi del XIX secolo.